# Peperomia immolata
Peperomia immolata är en pepparväxtart som beskrevs av Trel. & Yunck.. Peperomia immolata ingår i släktet peperomior, och familjen pepparväxter. Inga underarter finns listade i Catalogue of Life.